# Sergej Ivanov (kolesar)
Sergej Valerjevič Ivanov (rusko Сергей Валерьевич Иванов), ruski kolesar, * 5. marec 1975, Čeboksari, Sovjetska zveza.
Ivanov je nekdanji ruski profesionalni kolesar, ki je med letoma 1996 in 2011 tekmoval za ekipe Lada-Samara, TVM–Farm Frites, Fassa Bortolo, T-Mobile Team, Astana in Team Katusha. Nastopil je na Poletnih olimpijskih igrah v letih 2000 in 2008, boljšo uvrstitev je dosegel leta 2000 s 35. mestom na cestni dirki, leta 2008 je bil v isti disciplini 77. Nastopil je na enajstih dirkah Grand Tour in šestkrat osvojil naslov ruskega državnega prvaka v cestni dirki. Na Dirki po Franciji je v sedmih nastopih osvojil dve etapni zmagi na ravninskih etapah, v 9. etapi leta 2001 in 14. etapi leta 2009. Leta 1995 je zmagal na Dirki po Madžarski, leta 1998 na Dirki po Poljski in bil leta 2000 še tretji, ob tem je leta 1998 dosegel tretje mesto tudi na Dirki miru. Na klasičnih dirkah je dosegel zmagi na dirkah E3 Prijs Vlaanderen leta 2000 in Amstel Gold Race leta 2009, leta 2002 pa je bil na dirki drugi. Ob tem je bil tretji na dirkah Klasika Brugge–De Panne leta 2000 in Eschborn–Frankfurt leta 2002. Leta 2009 je končal svojo športno kariero pri 34 letih.